# Contea di Henderson (Tennessee)
La contea di Henderson in inglese Henderson County è una contea dello Stato del Tennessee, negli Stati Uniti. La popolazione al censimento del 2000 era di 25 522 abitanti. Il capoluogo di contea è Lexington.